# Creu de terme del cementiri de Castellgalí
La Creu de terme del cementiri de Castellgalí és una obra del municipi de Castellgalí (Bages) inclosa en l'Inventari del Patrimoni Arquitectònic de Catalunya.

## Descripció
Es tracta d'una creu llatina, de ferro, de braços amb els extrems acabats amb formes lobulades. A la creuera sembla disposar d'un medalló circular amb un tetralòbul trepanat al centre i raigs lluminosos simulats en els vèrtex. La creu corona una columna, també de ferro, realitzada seguint un patró modular repetit en quatre trams. Cada tram està separat pel següent per una motllura decorativa. El tram inferior fa de base, és més ample i sembla decorat amb elements vegetals estilitzats. Els trams superiors presenten la superfície estriada. La columna dona un aspecte final de balustre. Reposa sobre una base circular, de pedra, de poca alçada.

## Història
En un primer moment aquesta creu havia estat ubicada a la Plaça de Catalunya, davant la porta lateral de l'església de St. Miquel. En ampliar l'església, el 1897, es va creure oportú traslladar-la al nou cementiri municipal.